# فرانك بيرك
فرانك بيرك (بالإنجليزية: Frank Burke)‏ هو سياسي أسترالي، ولد في 27 مارس 1876، وتوفي في 17 أغسطس 1949. حزبياً، نشط في حزب العمال الأسترالي. وقد انتخب عضو الجمعية التشريعية نيو ساوث ويلز.